# Principesse Disney: Magica avventura
Principesse Disney: Magica avventura è un videogioco sviluppato dalla High Impact Games e Disney Interactive e pubblicato dalla Namco Bandai il 25 settembre 2012. Il titolo, legato al franchise delle principesse Disney, è stato reso disponibile per Microsoft Windows, Wii e Nintendo 3DS. Il gioco vede protagoniste i personaggi di Cenerentola, Rapunzel, Ariel, Belle e Tiana.